# Publi Popil·li Lenat (tribú)
Publi Popil·li Lenat (llatí: Publius Popillius Laenas) va ser un polític romà del segle i aC. Formava part de la gens Popíl·lia, i era de la família dels Popil·li Lenat, d'origen plebeu.
Va ser tribú de la plebs l'any 85 aC i un destacat seguidor de Màrius. Va fer tirar al seu predecessor Sext Lucili de la roca Tarpeia i als seus col·legues els va fer desterrar, segons diu l'historiador Vel·leu Patèrcul.